# Peperomia adamsonia
Peperomia adamsonia är en pepparväxtart som först beskrevs av Forest Brown, och fick sitt nu gällande namn av Truman George Yuncker. Peperomia adamsonia ingår i släktet peperomior, och familjen pepparväxter. Inga underarter finns listade i Catalogue of Life.